# Primera División de las Comoras
La Primera División de las Comoras es la máxima división de fútbol de Comoras, se disputa desde 1979 y es organizada por la Federación Comorense de Fútbol.
Consta de una temporada regular por cada isla, una por Anjouan, otra por Moheli y otra por Gran Comora.

## Formato
El título del campeonato se disputa en un triangular final entre los campeones de las 3 Ligas que existen actualmente en Comoras, la Liga de Gran Comora, la Liga de Anjouan y la Liga de Mohéli.
El equipo campeón obtiene la clasificación a la Liga de Campeones de la CAF.

## Ligas 2016

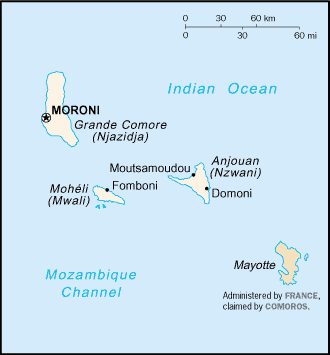
Comoras.

| Liga        | 1a. División | 2a. División | 3a. División |
| ----------- | ------------ | ------------ | ------------ |
| Gran Comora | 12           | 24           | 47           |
| Anjouan     | 10           | 19           | -            |
| Mohéli      | 8            | -            | -            |

## Palmarés
| Temporada | Campeón                    | Subcampeón                      |
| --------- | -------------------------- | ------------------------------- |
| 1979-80   | Coin Nord de Mitsamiouli   |                                 |
| 1980-1985 | Desconocido                | Desconocido                     |
| 1985-86   | Coin Nord de Mitsamiouli   |                                 |
| 1986-1989 | Desconocido                | Desconocido                     |
| 1989-90   | Coin Nord de Mitsamiouli   |                                 |
| 1990-91   | Étoile du Sud de Fomboni   |                                 |
| 1991-92   | Étoile du Sud de Fomboni   |                                 |
| 1992-93   | US Zilimadjou              |                                 |
| 1993-94   | Desconocido                | Desconocido                     |
| 1994-95   | Élan Club de Mitsoudjé     |                                 |
| 1995-96   | Élan Club de Mitsoudjé     |                                 |
| 1996-97   | Desconocido                | Desconocido                     |
| 1997-98   | US Zilimadjou              |                                 |
| 1998-99   | Volcan Club de Moroni      |                                 |
| 1999-2000 | Desconocido                | Desconocido                     |
| 2000-01   | Coin Nord de Mitsamiouli   |                                 |
| 2001-02   | Fomboni FC                 |                                 |
| 2002-03   | Desconocido                | Desconocido                     |
| 2003-04   | Élan Club de Mitsoudjé     |                                 |
| 2005      | Coin Nord de Mitsamiouli   |                                 |
| 2006      | AJS Mutsamudu              | Fomboni FC                      |
| 2007      | Coin Nord de Mitsamiouli   | AJS Mutsamudu                   |
| 2008      | Etoile d'Or Mirontsy FC    | Coin Nord de Mitsamiouli        |
| 2009      | Apache Club de Mitsamiouli | Steal Nouvel FC de Sima         |
| 2010      | Élan Club de Mitsoudjé     | Steal Nouvel FC de Sima         |
| 2011      | Coin Nord de Mitsamiouli   | Fomboni FC                      |
| 2012      | Djabal Club                | Fomboni FC                      |
| 2013      | AS Komorozine de Domoni    | Enfants des Comores de Vouvouni |
| 2014      | Fomboni FC                 | Coin Nord de Mitsamiouli        |
| 2015      | Volcan Club de Moroni      | Steal Nouvel FC de Sima         |
| 2016      | Ngaya Club de Mdé          | Fomboni FC                      |
| 2017      | Ngaya Club de Mdé          | Belle-Lumière de Djoiezi        |
| 2018      | Volcan Club de Moroni      | Fomboni FC                      |
| 2019      | Fomboni FC                 | Steal Nouvel FC de Sima         |
| 2019–20   | US Zilimadjou              | Volcan Club de Moroni           |
| 2020–21   | US Zilimadjou              | Ngazi Sport de Mirontsi         |
| 2021–22   | Volcan Club de Moroni      | Steal Nouvel FC de Sima         |
| 2022–23   | Djabal Club                | Steal Nouvel FC de Sima         |
| 2023–24   | US Zilimadjou              | Etoile d'Or Mirontsy FC         |
| 2024–25   | US Zilimadjou              | FC Djomakawé                    |

## Títulos por club
| Club           | Ciudad      | Campeón | Años campeón                             |
| -------------- | ----------- | ------- | ---------------------------------------- |
| Coin Nord      | Mitsamiouli | 7       | 1980, 1986, 1990, 2001, 2005, 2007, 2011 |
| US Zilimadjou  | Zilimadjou  | 6       | 1993, 1998, 2020, 2021, 2024, 2025       |
| Élan Club      | Mitsoudjé   | 4       | 1995, 1996, 2004, 2010                   |
| Volcan Club    | Moroni      | 4       | 1999, 2015, 2018, 2022                   |
| Fomboni FC     | Fomboni     | 3       | 2002, 2014, 2019                         |
| Etoile du Sud  | Fomboni     | 2       | 1991, 1992                               |
| Ngaya Club     | Mdé         | 2       | 2016, 2017                               |
| Djabal Club    | Iconi       | 2       | 2012, 2023                               |
| AJS Mutsamudu  | Mutsamudu   | 1       | 2006                                     |
| Etoile d'Or FC | Mirontsy    | 1       | 2008                                     |
| Apache Club    | Mitsamiouli | 1       | 2009                                     |
| AS Komorozine  | Domoni      | 1       | 2013                                     |